# パームレスト
パームレスト(palmrest)とはキーボードやマウスの手前にあるパットやクッションで、キーボードを打つとき手のひらを置いておくために使用する。これにより長期間の打鍵による生じる疲れや、腱鞘炎を予防することが出来る。
人間工学によって疲労軽減などを謳っているキーボードには標準で付属しているものもあるが、一般に市販されているデスクトップパソコンやワークステーション等向けのキーボードには付属されていない事が多い。